# ويليام وارد (سياسي)
ويليام وارد (بالإنجليزية: William Ward)‏ هو محامي وسياسي أمريكي، ولد في 1837 في فيلادلفيا في الولايات المتحدة، وتوفي في 27 فبراير 1895. حزبياً، نشط في الحزب الجمهوري. وقد انتخب عضو مجلس النواب الأمريكي.